# Sophia Bushová
Sophia Anna Bushová (* 8. července 1982, Pasadena, Kalifornie, USA) je americká herečka, režisérka a mluvčí. Nejvíce se proslavila rolí v televizním seriálu stanice CW One Tree Hill, kde znázorňovala Brooke Davisovou. Navíc k tomu je známa svými filmovými rolemi v John Tucker musí zemřít (2006), Stopař (2007) a Narrows (2008). Během let 2014 až 2017 hrála detektivku Erin Lindsay v dramatickém seriálu stanice NBC Chicago P.D..

## Mládí
Bushová se narodila v kalifornském městě Pasadeně. Je jediným dítětem Maureen, vedoucí fotografického studia, a Charlese Williama Bushe, fotografa celebrit a reklam. Bushová je italského původu. V roce 2000 ukončila docházku na dívčí střední škole Westridge School for Girls v Pasadeně, kde byla členkou volejbalového týmu. Ve Westridge byla žádána, aby se zúčastnila tamějšího programu divadelních umění. Bushová prohlásila: „Částí požadavků, které na mne byly kladeny, bylo, abych hrála ve školní hře. Byla jsem vážně naštvaná, protože jsem chtěla hrát volejbal a musela jsem odejít a hrát v té hře. Ale objevil se okamžik následující po vystoupení, kdy jsem si uvědomila, že jsem byla duchem jinde a stala se někým jiným. Pomyslela jsem si, 'Kéž bych tak tohle mohla dělat po zbytek mého života, jsem připravena.' Bylo to jako láska na první pohled."
Ve věku 17 let byla Bushová jmenována královnou přehlídky Tournament of Roses Parade. Docházela na Univerzitu Jižní Kalifornie (USC) na obor žurnalistika druhým rokem po svém nováčkovském roce, kdy byla členkou klubu Social Chair sestřenstva Kappa Kappa Gamma.

## Kariéra
První velkou rolí je pro Sophii film z roku 2002 Sexy párty, po boku Ryana Reynoldse. Následovali menší role v seriálech jako Sabrina - mladá čarodějnice , Napálené celebrity, Plastická chirurgie s. r. o. a Bořiči mýtů. V roce 2003 byla obsazena do role Kate Brewster ve filmu Terminátor 3: Vzpoura strojů, ale byla nahrazena Claire Danes týden po natáčení. Režisér filmu uvedl, že se mu pro roli zdála moc mladá.
Ten samý rok získala hlavní roli v seriálu stanice The CW One Tree Hill. Seriál si ihned našel své diváky a stal se jedním z nejúspěšnějších seriálů stanice. Samotná Sophia režírovala tři epizody.
V červnu 2006 zářila ve filmu John Tucker musí zemřít, po boku Brittany Snow a Jesseho Metcalfeho. Film vydělal přes 60 milionů dolarů. Ten samý rok si zahrála v thrillerovém filmu Stay Alive. V roce 2007 získala roli Grace Andrews v remaku klasického hororového filmu Stopař, po boku Seana Beana. Film Narrows z roku 2008 měl premiéru na Filmovém festivalu v Torontu. V roce 2011 si zahrála ve filmu Holka s prknem. V únoru 2012 se připojila k obsazení komediálního seriálu stanice CBS Parťáci. Po třinácti epizodách byl seriál zrušen.
V srpnu 2013 bylo oznámeno, že získala hlavní roli v seriálu stanice NBC Chicago P.D.. Seriál měl premiéru 8. ledna 2014 a získal druhou sérii, která měla premiéru 24. září 2014.
V roce 2018 propůjčila svůj hlas Karen/Voyd, z pixarovského filmu Úžasňákovi 2.

## Osobní život
V roce 2004 byla zasnoubená s hercem Chadem Michaelem Murrayem, kterého si vzala v květnu 2005 v Santa Monice. Pár ohlásil svůj rozchod po pěti měsících manželství a rozvedli se v prosinci 2006.
Od roku 2008 do roku 2009 chodila s dalším hercem ze seriálu One Tree Hill Jamesem Laffertym. Vztah s Austinem Nicholsem potvrdila herečka v květnu 2010. V únoru 2012 se pár rozešel. Od ledna 2013 chodila s programovým manažerem Googlu Danem Fredinburgem. Dvojice se rozešla v únoru 2014. Fredinburg v roce 2015 zemřel na následky zranění při spuštění laviny na Mount Everest. Příčinou pádu laviny bylo zemětřesení, které zasáhlo Nepál v roce 2015. Během let 2014 až 2015 chodila s Jessem Lee Sofferem, se kterým se seznámila na natáčení seriálu Chicago P.D.. Dvojice se v průběhu několikrát rozešla a znovu dala dohromady.

## Filmografie

### Film
| Rpk  | Název                        | Role                  | Poznámky    |
| ---- | ---------------------------- | --------------------- | ----------- |
| 2002 | Sexy párty                   | Sally                 |             |
| 2003 | Learning Curves              | Beth                  |             |
| 2005 | Supercross                   | Zoe Lang              |             |
| 2006 | Stay Alive                   | October Bantum        |             |
| 2006 | John Tucker musí zemřít      | Beth McIntyre         |             |
| 2007 | Stopař                       | Grace Andrews         |             |
| 2008 | Narrows                      | Kathy Popovich        |             |
| 2009 | Table for Three              | Mary                  |             |
| 2011 | Mob Wives                    | Carla Facciolo        | krátký film |
| 2011 | Holka s prknem               | Chloe                 |             |
| 2012 | Mob Wives 2: The Christening | Carla Facciolo        | krátký film |
| 2017 | Marshall                     | Jen                   |             |
| 2018 | Pravidla pomsty              | detektiv Brooke Baker |             |
| 2018 | Úžasňákovi 2                 | Voyd (hlas)           |             |
| 2020 | Hard Luck Love Song          | Carla                 |             |
| 2021 | False Positive               | Corgan                |             |

### Televize
| Rok       | Název                                     | Role                      | Poznámky                                          |
| --------- | ----------------------------------------- | ------------------------- | ------------------------------------------------- |
| 2002      | Ohnisko požáru                            | Carrie Orr                | TV film                                           |
| 2003      | The Flannerys                             | Katie Flannery            | Nevysílaný pilot                                  |
| 2003      | Sabrina - mladá čarodějnice               | Fate Mackenzie            | díl: „Romance Looming“                            |
| 2003      | Plastická chirurgie s. r. o.              | Ridley Lange              | vedlejší role                                     |
| 2003–2012 | One Tree Hill                             | Brooke Davis              | hlavní role, také režisérka (3 díly)              |
| 2005      | Napálené celebrity                        | Samu sebe                 | díl: „6.2“                                        |
| 2010      | Southern Discomfort                       | Haley                     | Nevysílaný pilot                                  |
| 2011      | Phineas a Ferb                            | Sara (hlas)               | díl: „Candace Gets Busted“                        |
| 2012–2013 | Parťáci                                   | Ali Landow                | hlavní role, 13 dílů                              |
| 2013      | Hatfields & McCoys                        | Emma McCoy                | pilotní díl                                       |
| 2013–2017 | Chicago Fire                              | Erin Lindsay              | vedlejší role, 11 dílů                            |
| 2014      | Bořiči mýtů                               | Samu sebe/ Princezna Leia | díl: „Star Wars Special“                          |
| 2014–2017 | Chicago P.D.                              | Detektiv Erin Lindsay     | hlavní role                                       |
| 2014–2016 | Zákon a pořádek: Útvar pro zvláštní oběti | Detektiv Erin Lindsay     | 4 díly                                            |
| 2015      | Pickle and Peanut                         | Různé hlasy               | díl: „Greg/Gramma Jail“                           |
| 2015–2017 | Chicago Med                               | Detektiv Erin Lindsay     | 6 dílů                                            |
| 2016      | HelLA                                     | Sophia                    | díl: „Getting Ready for Awards Shows with Sophia“ |
| 2017      | Chicago Justice                           | Detektiv Erin Lindsay     | díl: „Tycoon“                                     |
| 2018      | Alex, Inc.                                | Vanessa Stanhope          | díl: „The Cop Car“                                |
| 2019      | Easy                                      | Alexandra                 | díl: „Spontaneous Combustion“                     |
| 2019      | Beat Bobby Flay                           | Samu sebe                 | díl: „Chi-Town Throws“                            |
| 2019      | Drunk History                             | Bonnie Raines             | díl: „Whistleblowers“                             |
| 2019      | Jane the Virgin                           | Julie                     | díl: „Chapter Ninety-Three“                       |
| 2019      | Surveilance                               | Maddy Price               | neprodaný televizní pilotní díl                   |
| 2020      | Malý Sheldon                              |                           | hostující role                                    |
| 2020      | Tohle jsme my                             | Lizzie                    | díl: „Light and Shadows“                          |
| 2020-2021 | Love, Victor                              | Veronica                  | vedlejší role, 7 dílů                             |
| 2022      | Good Sam                                  | Dr. Samantha Griffith     | hlavní role, také producentka                     |

### Hudební video
| Rok  | Název          | Umělec      |
| ---- | -------------- | ----------- |
| 2013 | „Carried Away“ | Passion Pit |

### Videohry
| Rok  | Název                | Role        | Poznámky |
| ---- | -------------------- | ----------- | -------- |
| 2018 | LEGO The Incredibles | Voyd (hlas) |          |